# Ligne 12 du tramway d'Anvers
Pour les articles homonymes, voir Ligne 12.
La ligne 12 du tramway d'Anvers est une ligne de tramway qui relie la gare d'Anvers-Central à la station Schijnpoort.

## Histoire
État au 1er janvier 1950 : Anvers Grens Kiel - Deurne Stade.
3 septembre 1982 : extension de Deurne Stade à Deurne Van Overmeire.
Date inconnue : section Anvers Sud - Hoboken Schoonselhof reprise par la ligne 24.
4 mars 2006 : section Deurne Sportpaleis - Deurne Van Overmeire reprise par la nouvelle ligne 5.
30 mars 2013 : extension d'Anvers Sud vers la Groenplaats (par la Lambermontplaats).
5-6 décembre 2013 : section Anvers Sud - Anvers Groenplaats par la Lambermontplaats reprise par la ligne 4, terminus reporté de la Groenplaats à Anvers Sud.
2 juillet-15 août 2016 : service limité à Anvers Bolivarplaats - Anvers Central pour cause de travaux à la Schijnpoort.
3 juin 2017 : terminus reporté de la Bolivarplaats à la boucle du Melkmarkt.
1er septembre 2018 : service limité à Anvers Central - Deurne Sportpaleis pour cause de travaux.
1er juillet-4 août 2019 : terminus reporté du Sportpaleis à la Schijnpoort pour cause de travaux.

État au 1er septembre 2019 : 12 Anvers Central - Deurne Sportpaleis.

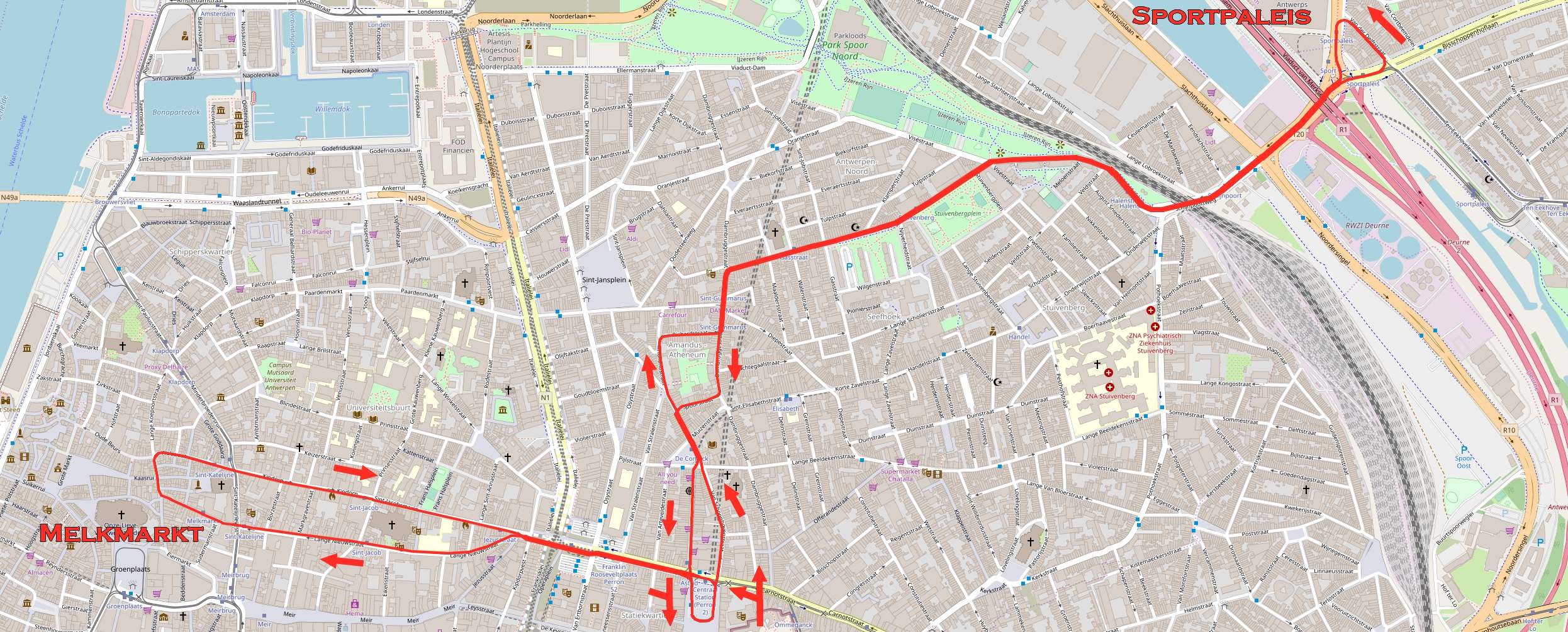
La ligne, entre Sportpaleis (au nord) et Melkmarkt (à l'ouest), du 3 juin 2017 au 31 août 2018.
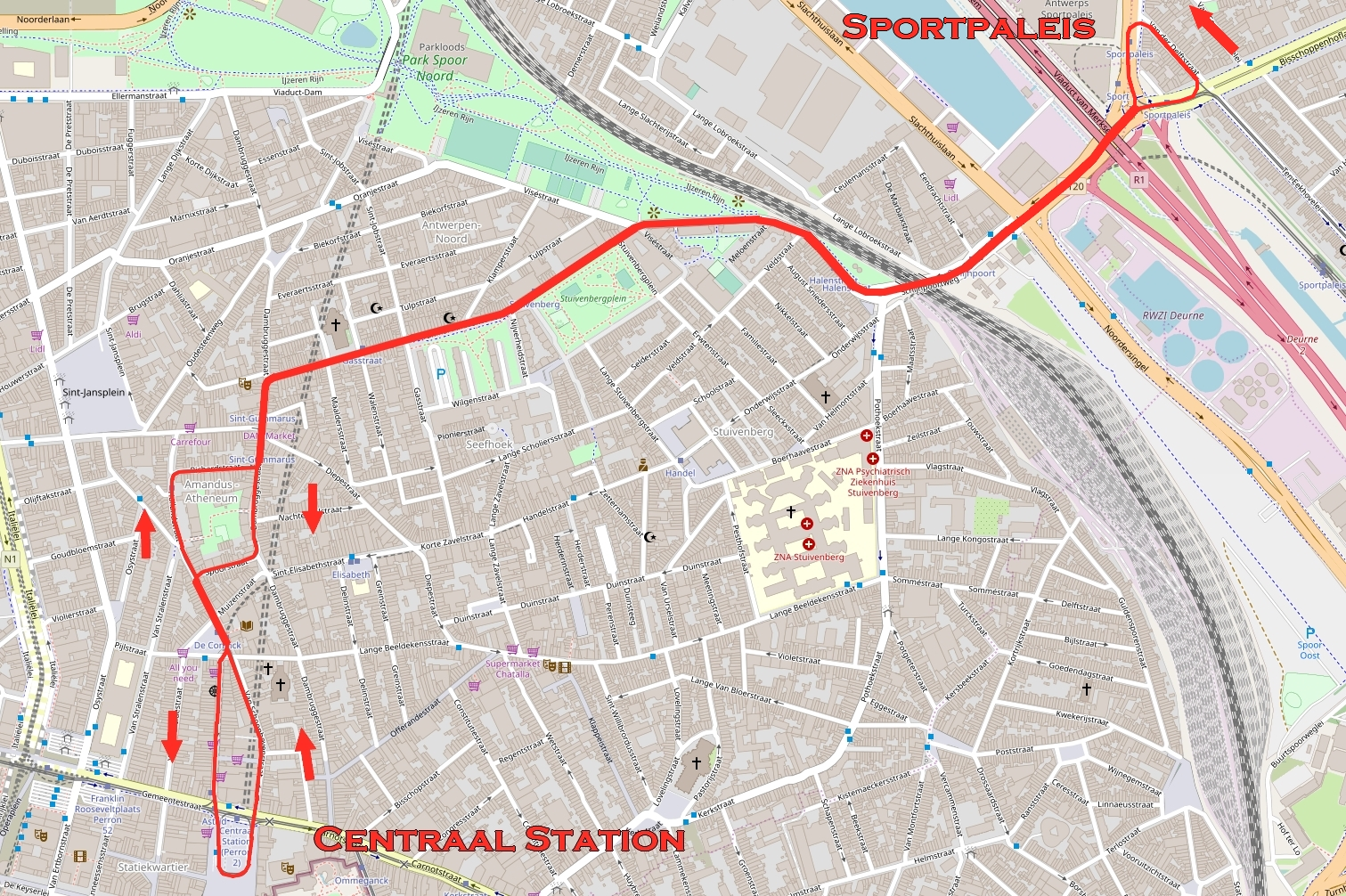
La ligne, entre Sportpaleis (au nord) et Centraal Station (au sud), du 1er septembre 2018 au 30 juin 2019 et depuis le 5 août 2019.
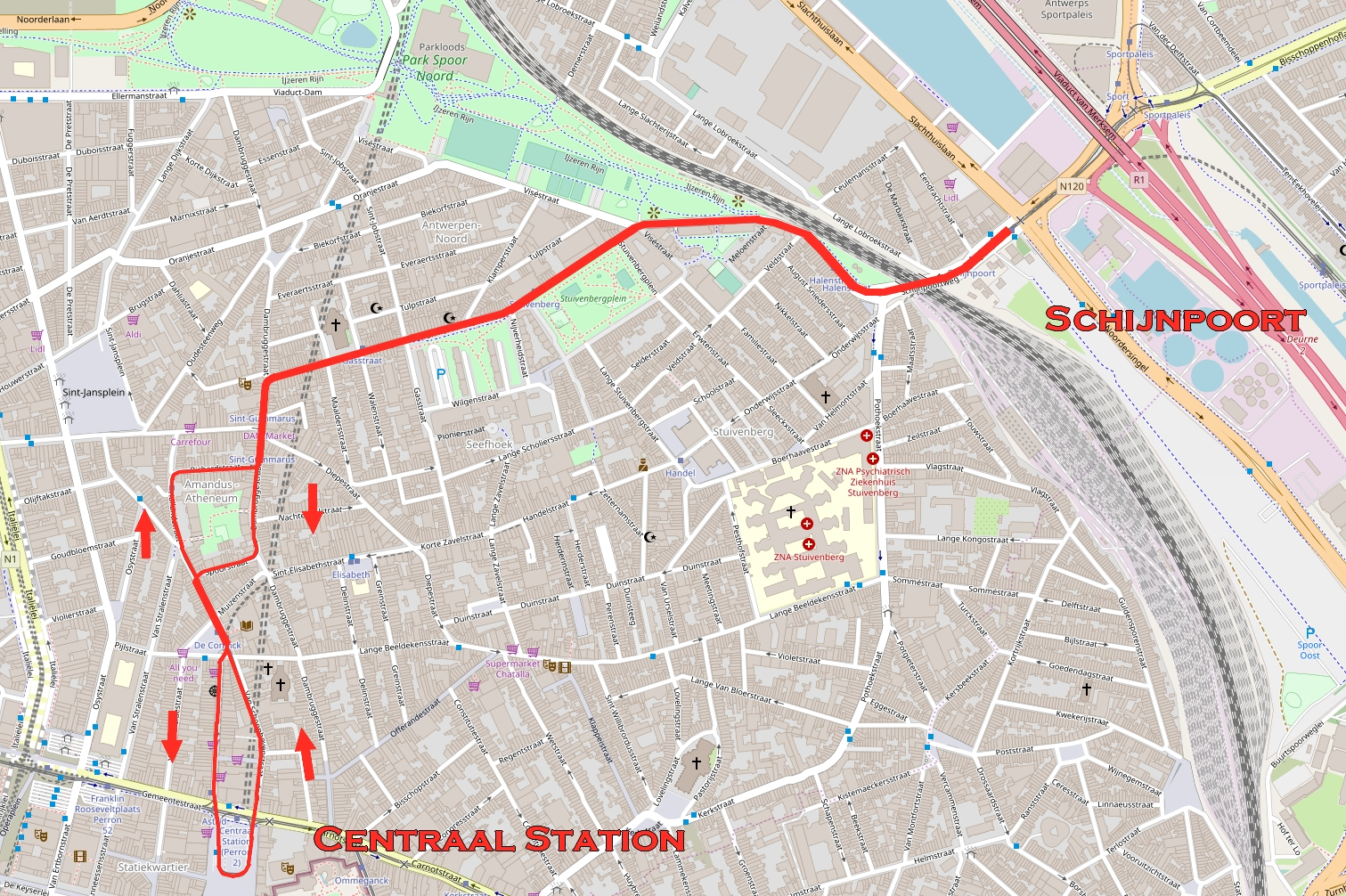
La ligne, entre Schijnpoort (au nord) et Centraal Station (au sud), du 1er juillet au 4 août 2019.

### Du 3 juin 2017 au 31 août 2018
La ligne est exploitée entre Sportpaleis et la boucle de Melkmarkt via Centraal Station.

### Du1erseptembre 2018 au 30 juin 2019
La ligne est exploitée entre Sportpaleis et Centraal Station.

### Du1erjuillet au 4 août 2019
La ligne est encore réduite et exploitée entre Schijnpoort et Centraal Station. Des tramways PCC du réseau de Gand, bidirectionnels, sont utilisés, car les tramways du réseau d'Anvers sont unidirectionnels. Le changement de voie s'effectue dans la station Schijnpoort, et non via la boucle de Sportpaleis.

### Depuis le 5 août 2019
La ligne est de nouveau exploitée entre Sportpaleis et Centraal Station.
Du 23 août 2021 au 8 janvier 2023, la ligne a été une nouvelle fois interrompue pour travaux puis par manque de personnel. La réouverture a eu lieu le 9 janvier 2023, toutefois la ligne est limitée à la station Schijnpoort. L'exploitation est réalisée à l'aide de rames PCC bidirectionnelles provenant de Gand,.

## Tracé et stations
La ligne 12 relie la gare d'Anvers-Central à la station Schijnpoort.

### Les stations
|   |   |   |  |   | Station          | Lat/Long                    | Commune | Correspondances |
| - | - | - |  | - | ---------------- | --------------------------- | ------- | --- |
|   |   | O |  |   | Schijnpoort      | 51° 13′ 40″ N, 4° 26′ 23″ E | Anvers  | Ligne 2 du tramway d'Anvers · Ligne 3 du tramway d'Anvers · Ligne 5 du tramway d'Anvers · Ligne 6 du tramway d'Anvers |
|   |   | o |  |   | Halenstraat      | 51° 13′ 37″ N, 4° 26′ 09″ E | Anvers  | |
|   |   | o |  |   | Stuivenbergplein | 51° 13′ 37″ N, 4° 25′ 43″ E | Anvers  | |
|   |   | o |  |   | Gasstraat        | 51° 13′ 34″ N, 4° 25′ 29″ E | Anvers  | |
|   |   | o |  |   | Sint-Gummarus    | 51° 13′ 29″ N, 4° 25′ 19″ E | Anvers  | |
| ↾ | o |   |  | ⇃ | Richard          | 51° 13′ 26″ N, 4° 25′ 11″ E | Anvers  | |
|   |   | o |  |   | De Coninck       | 51° 13′ 18″ N, 4° 25′ 15″ E | Anvers  | |
|   |   | O |  |   | Centraal Station | 51° 13′ 08″ N, 4° 25′ 17″ E | Anvers  | SNCB |

## Exploitation de la ligne
La ligne 12 est exploitée par De Lijn. Ses 2,4 km sont parcourus en 10 minutes.

### Fréquence
La ligne 12 a une fréquence d'un tram toutes les 10 minutes en journée et toutes les 20 minutes en soirée.

### Matériel roulant
La ligne est exploitée à l'aide de rames PCC bidirectionnelles provenant du réseau de Gand. En effet, le terminus Schijnpoort n'est pas équipé de boucle de retournement pour les trams.